# Jarosław Bałykin
Jarosław Hryhorowycz Bałykin, ukr. Ярослав Григорович Баликін, ros. Ярослав Григорьевич Балыкин, Jarosław Grigorjewicz Bałykin (ur. 25 maja 1931 w Dniepropietrowsku, Ukraińska SRR, zm. 17 czerwca 2023) – ukraiński piłkarz, grający na pozycji napastnika, trener i sędzia piłkarski.

## Kariera piłkarska
W 1952 rozpoczął karierę piłkarską w wojskowym klubie ODO Ryga, który występował w mistrzostwach Łotewskiej SRR. W 1953 został zaproszony do Daugavy Ryga. W 1955 roku przeniósł się do Spartaka Mińsk. W 1956 przeszedł do Metałurha Dniepropetrowsk, w którym zakończył karierę piłkarza w roku 1961.

## Kariera sędziowska
W 1968 rozpoczął arbitraż meczów piłkarskich. W ciągu 13 lat sędziował 48 meczów jako główny arbiter w Wysszej Lidze ZSSR (ogółem 62). Jako sędzia liniowy obsługiwał 67 meczów. Sędzia kategorii ogólnokrajowej (14.01.1971).
Po zakończeniu kariery arbitra sportowego w 1981 pracował część sezonu na stanowisku dyrektora technicznego Dnipra Dniepropetrowsk. Potem pracował w Dniepropetrowskim Obwodowym Związku Piłki Nożnej oraz jako inżynier na Zakładzie Piwdenmasz. Po rozpadzie ZSRR wyjechał na stałe do Izraela, gdzie mieszka w mieście Natanja.